# اتصال قاعدة البيانات المفتوحة

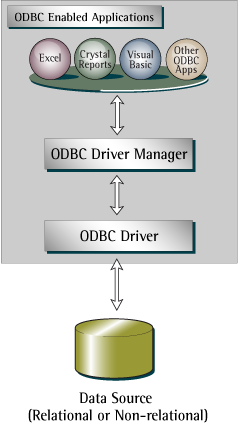

في الحوسبة، تعتبر اتصال قاعدة البيانات المفتوحة (بالإنجليزية: Open Database Connectivity، اختصارًا ODBC) واجهة برمجة تطبيقات قياسية (API) للوصول إلى أنظمة إدارة قواعد البيانات (DBMS). يهدف مصممو هذا الاتصال إلى جعلها مستقلة عن أنظمة قواعد البيانات وأنظمة التشغيل. يمكن نقل تطبيق مكتوب باستخدام اتصال قاعدة البيانات المفتوحة إلى منصات أخرى، سواء من جانب العميل أو الخادم، مع بعض التغييرات على رمز الوصول إلى البيانات.

## روابط خارجية
- نظرة عامة على Microsoft ODBC
- إدارة OS400 و i5OS ODBC
- شرائح العرض من www.roth.net
- مقالة محفوظات Microsoft ODBC و Data Access API .